# Adam Vereš
Adam Vereš (15. listopadu 1883 Stara Pazova — 2. listopadu 1931 Novi Sad) byl slovenský evangelický kněz, první biskup Slovenské evangelické církve augsburského vyznání v Srbsku.

## Životopis
Základní lidovou školu navštěvoval ve svém rodišti a ve sremské vesnici Ugrinovci, kde jeho otec působil jako notář. Maturoval roku 1902 na osmiletém gymnáziu v Zemunu. Následující tři roky studoval teologii na Evangelické teologické fakultě Vídeňské univerzity. Během studia ve Vídni byl místopředsedou slovenského akademického spolku Národ. Stýkal se se Samuelem Zochem a Milanem Hodžou. Studium dokončil na Teologické akademii uherské evangelické církve v Prešporoku (dnes Evangelická bohoslovecká fakulta Univerzity Komenského v Bratislavě).
Po skončení studií, od roku 1905, působil nejprve jako katecheta ve Staré Pazové. Dne 1. listopadu téhož roku byl biskupem Gustavem Scholtzem vysvěcen knězem. Jako kněz působil nejprve mezi Slováky v bulharské vesnici Gorna Mitropolija. Poté byl roku 1909 pozván do německého evangelického sboru ve sremské vesnici Krčedín. V blízkých Slankamenských Vinohradech, osídlených evangelickými Slováky, založil slovenskou lidovou školu, ve které i určitý čas sám vyučoval. Roku 1916 přešel do nedaleké Bešky, kde taktéž působil jako farář německého evangelického sboru. Roku 1920 byl zvolen předsedou nově založeného Spravujícího výboru pro všechny evangelické církve augsburského vyznání v nově vzniklém Království Srbů, Chorvatů a Slovinců. Roku 1921 se stal knězem slovenského evangelického sboru v Iloku. Odtud byl v tomtéž roce zvolen seniorem nedávno založeného Sremského seniorátu.
Roku 1925 byl na konventu ve Staré Pazové zvolen správcem slovenského evangelického distriktu augsburského vyznání a později i biskupským administrátorem. Dne 3. ledna 1929 byl zvolen prvním biskupem Slovenské evangelické církve augsburského vyznání v Království Srbů, Chorvatů a Slovinců (dnes Slovenská evangelická církev augsburského vyznání v Srbsku). Do úřadu byl uveden 18. září 1929 ve Staré Pazové biskupem Západního distriktu, tehdejším předsedajícím biskupem Evangelické církve augsburského vyznání na Slovensku, Dušanem Fajnorem.
V posledním období svého života onemocněl diabetem a nakazil se tuberkulózou, což zapříčinilo jeho předčasné úmrtí. Zemřel 2. listopadu 1931 v Novém Sadu. O tři dny později, 5. listopadu, byl pohřben v Iloku. Nad jeho hrobem kázal senior Gustáv Klobušický. Odebrali se od něj i biskup Evangelické církve augsburského vyznání na Slovensku Vladimír Čobrda a Philipp Popp, biskup Evangelické (více národnostní, převážně německé) církve augsburského vyznání v Jugoslávském království.

## Dílo
Adam Vereš byl vynikající kněz s vysokou vzdělanostní kulturou, s příznačnou tolerancí a s vizionářským myšlením. Díky těmto svým vlastnostem měl přirozenou autoritu mezi svými slovenskými i německými kolegy. Byl také obdařen organizačním talentem a darem jemné diplomacie s citlivým chápáním ekumenické spolupráce, což mu umožňovalo blahodárně sloužit evangelické církvi ve slovenské enklávě mimo území Slovenska.
Během svého působení se věnoval duchovní starostlivosti o církevní sbory a církev všeobecně, ale intenzivně se zajímal i o školní výchovu dětí a vzdělávání národa. Nezáleželo mu jen na tom, aby jednotlivec byl věřícím křesťanem, ale rovněž aby byl i vzdělaný a měl široký rozhled. Byl si vědom, že jen přes široce chápanou osvětovou práci a vzdělání, vede cesta k hospodářskému rozmachu, sociálnímu vzestupu a národnímu povědomí. V církevních sborech, v nichž působil, se snažil zabezpečovat nejvhodnější možné podmínky pro školení dětí. V bulharské Gorné Mitropoliji a ve sremských sídlech Ilok, Lug a Slankamenské Vinohrady založil základní školy s vyučovacím jazykem slovenským. Nedostatek slovenských učitelů mezi dolnozemskými Slováky řešil tak, že v Novém Sadu roku 1928 zorganizoval učitelský kurz a vyškolené učitele poté umisťoval do slovenských škol na území dnešní Vojvodiny. Podstatně se zasloužil o osamostatnění dnešní Slovenské evangelické církve augsburského vyznání v Srbsku (tehdy v Království Srbů, Chorvatů a Slovinců) a sehrál důležitou úlohu při jejím dalším organizování. Podílel se i na přípravě první církevní ústavy. Ta byla roku 1932 státem přijata a schválena a platila následujících 20 let.
Sestavil a na vlastní náklady vydal knihu Slovenská evanjelická kresťanská cirkev augsburského vyznania v kráľovstve juhoslovanskom v slove a v obrazoch. Kniha vyšla v Bačském Petrovci roku 1930 u příležitosti 400 výročí vzniku augsburského vyznání, předloženého roku 1530 na říšském sněmu v Augsburgu. Na obsahu knihy se podíleli desítky autorů, farářů a seniorů církve. V publikaci je zpracována historie každého sboru a seniorátu od příchodu Slováků až po rok 1930 a jsou v ní uvedeny i krátké životopisy knězů a některých dozorců, kteří v té době působili ve sborech a seniorátech. Rozsah této publikace a bohatství v ní zveřejněného materiálu ji na celé desetiletí předurčilo stát se pramenem a základním zdrojem poznání nejen církevních dějin evangelických Slováků ve vojvodinském prostředí, ale i dějin slovenských osad v tehdejší Jugoslávii.
Známá a v literatuře často citovaná jsou slova Adama Vereše přednesená z jeho biskupské zprávy z roku 1930: „Náš národ je potřeba zachránit ve víře v Boha, ve věrnosti a přítulnosti ke své slovenské evangelické církvi a v lásce ke svému slovenskému národu. Povznést ho, aby mezi jinými národy vévodil v mravnosti, vzdělanosti a v blahobytu.“

## Uznání
Jugoslávský král Alexandr I. Karađorđević jej vícekrát vyznamenal za jeho zásluhy v práci pro církev – roku 1922 mu udělil Řád svatého Sávy 3. stupně, roku 1929 Řád svatého Sávy 2. stupně a roku 1930 Řád bílého orla 5. stupně.
Je po něm pojmenována ulice ve Staré Pazové. Náměstí v Iloku, na kterém se nachází slovenský evangelický kostel s církevním domem, nese od roku 2002 název Náměstí Adama Vereše. Na tomto církevním domě, v němž v době biskupského působení Adama Vereše sídlil biskupský úřad, se nachází pamětní deska. Před domem, na náměstí, je také umístěna Verešova bronzová busta.

## Rodina
- otec Adam Vereš – notář
- matka Mária, rozená Kiršnerová
- bratr Vladimír Vereš (1894–1964) – lékař, první správce zdravotního střediska ve Staré Pazové
- manželka Božena, rozená Kopová – učitelka
- syn Milan – právník
- syn Ivan – evangelický kněz v Iloku
- syn Vladimír – evangelický kněz a senior Sremského seniorátu Slovenské evangelické církve augsburského vyznání v Srbsku (tehdy v Jugoslávii)
- dcera Oľga – učitelka
- dcera Marta – učitelka
- synovec Alexander Saša Vereš (1926–1992) – spisovatel, filolog, redaktor Lexikografického ústavu v Záhřebu
- synovec Milan Vereš (1928–2019) – právník a diplomat, velvyslanec Jugoslávie v Budapešti a v Moskvě[1][8][9]